# Jaromír Schel
Jaromír Schel (30. ledna 1940 Kněžice – 10. července 2020 České Budějovice) byl kulturní pracovník, manažer, publicista a galerista.

## Život a kulturní působení

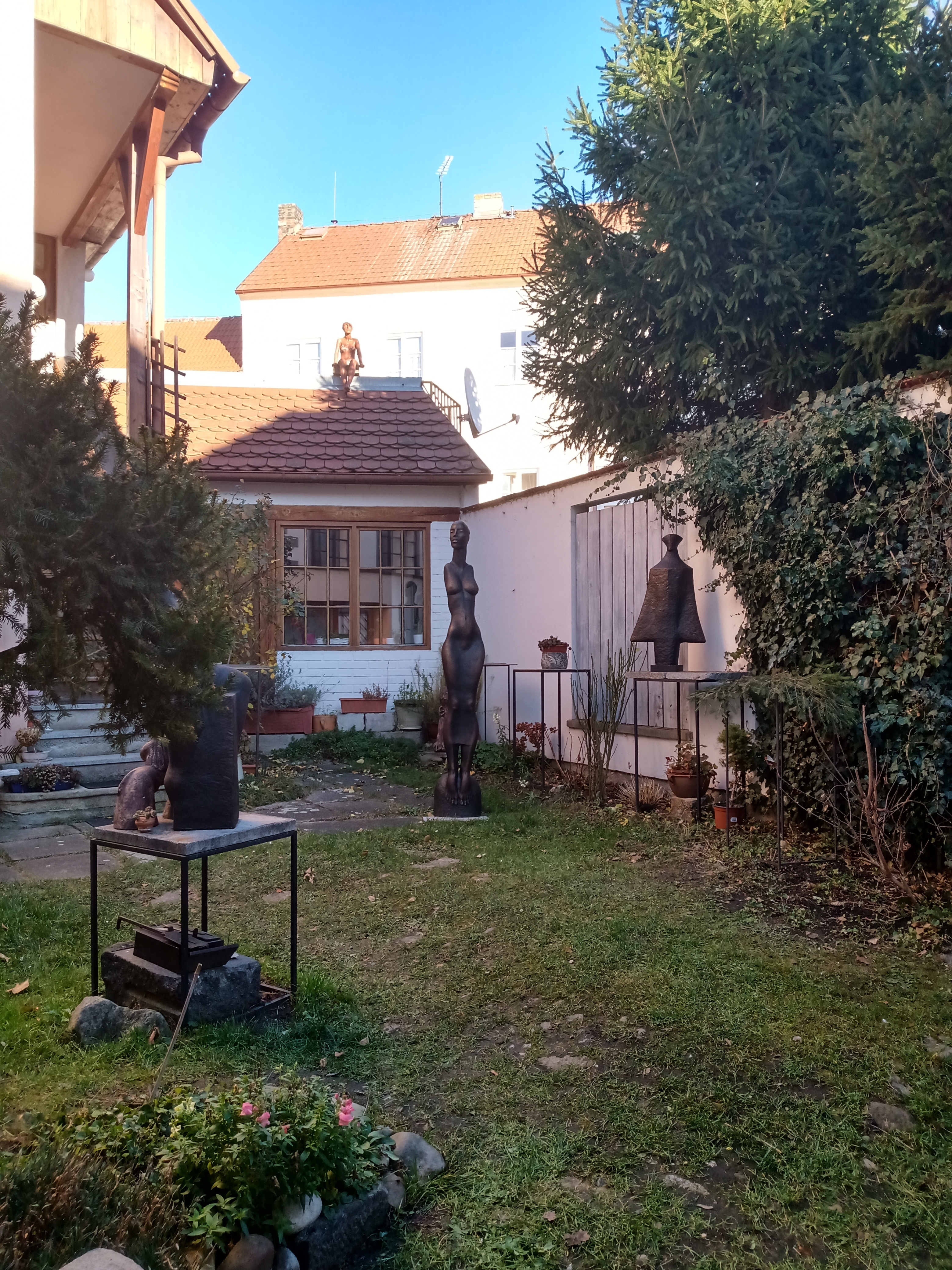
Zahrada a dvůr Komorní galerie u Schelů

PhDr. Jaromír Schel se narodil v Kněžicích (okres Nymburk) v rodině vrchního četnického strážmistra 30. ledna 1940. Chtěl se vyučit knihvazačem, ale nakonec vystudoval Střední průmyslovou školu strojnickou v Praze, obor stavba lodí. Brigádně pracoval jako dělník a tři roky byl horníkem na Kladně. Od roku 1964 působil v Českých Budějovicích, nejdříve jako kulturní referent v klubu Beseda, kde organizoval přednášky o literatuře, hudbě a výstavy. Jednou z prvních byla výstava Václava Johanuse. Dálkově vystudoval obor Teorie kultury na Filosofické fakultě Univerzity Karlovy. Se svým spolupracovníkem Walterem Tritschlerem založil v roce 1970 Klub přátel hudby, který vyústil v založení Jihočeské komorní filharmonie. V letech 1970 až 2006 byl ředitelem Kulturního domu Metropol. Na Malé scéně domu kultury připravoval ve spolupráci s Alšovou jihočeskou galeriií výstavy nepohodlných výtvarníků, např. Vladimíra Boudníka, Oldřicha Kulhánka či Petera Orieška. Tato aktivita vedla ke zrodu výtvarného sdružení Kruh 89. Do kulturního domu zval Činoherní klub, Divadlo Járy Cimrmana a další divadla.
V kulturním domě založil a s několikaletou přestávkou zde působí od roku 1975 stálá fotogalerie Galerie Nahoře, kde k nejúspěšnějším patřily výstavy: František Dvořák (1982 a 2023), František Drtikol (1983), M. R. Prous (1984), Jiří Škoch (1984), Milan Racek (1984), Karel Štoll (1984), Miloslav Stibor (1985), Zdeněk Thoma (1987), Taras Kuščynskyj (1988). Od roku 1985 v domě kultury působil i Filmový klub. Po roce 1990 v Domě kultury Metropol organizoval mezinárodní výtvarnou přehlídku Intersalon, nebo veletrh cestovního ruchu Kompas.
S ředitelem Jihočeského divadla Jiřím Šestákem založil hudební festival Múzy na vodě, který se od 2005 odehrává na soutoku Malše s Vltavou. U příležitosti výročí 750 let založení Českých Budějovic spoluinicioval se Svatomírem Mlčochem výstavu a konferenci o zakladateli Českých Budějovic Přemyslu Otakarovi II. Z této aktivity následně vznikl spolek Města Otakarova, jehož se stal v roce 2017 prvním předsedou. Spolek vybudoval stálou expozici Muzeum krále železného a zlatého v českobudějovické hradební věži Železná panna.
Společně s manželkou Alenou provozoval od roku 1999 v Panské ulici v Českých Budějovicích Komorní galerii u Schelů, kde usiloval o kvalitu a finanční dostupnost vystavovaných děl. S galerií úzce spolupracovalo občanské sdružení Hortensia, jehož posláním je vytvářet podmínky pro umělecké a společenské aktivity v Čechách v oblasti výstavní, popularizační, vzdělávací. Vzpomínky na dětství a začátky kulturního působení popsal v knihách vydaných nakladatelstvím Pikador Books v Českých Budějovicích.
V oblasti kultury působil v celém Jihočeském kraji, připravoval a uváděl koncerty i výstavy. Později se věnoval i výtvarné činnost, vytvářel především asambláže. Zemřel v Českých Budějovicích 10. července 2020.

### Ocenění
2019 – Medaile Za zásluhy – udělena primátorem města České Budějovice

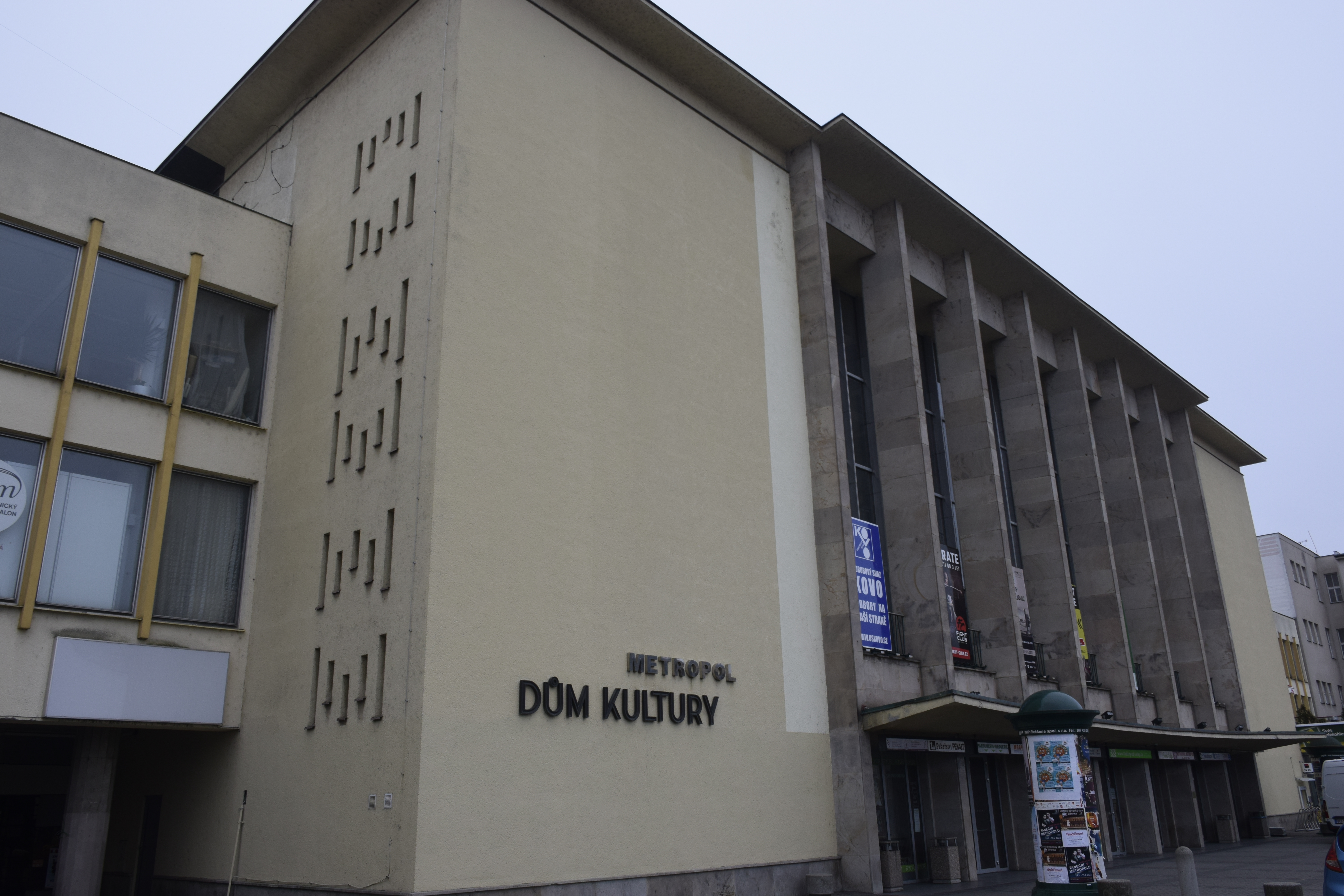
Dům kultury Metropol v Českých Budějovicích

### Publicista – výběr
- Dům kultury ROH České Budějovice. České Budějovice: Výbor Domu kultury ROH, 1970. [19] s.

- Mládež ve volném čase. 1. vyd. Praha: Práce, 1975. 70 s.
- Setkání v krajině : Josef Gottwald (1902), Pavel Kalista (1949) / [volný záznam rozhovorů Jaromíra Schela s oběma svými přáteli]. České Budějovice, Galerie Na dvorku 1981

- Grafika na Malé scéně. České Budějovice: Dům kultury ROH, 1982. 1 sv.
- Český Krumlov: passé et présent. Prague: Orbis, [1995]. 47 s. Les pays de la Couronne de Bohême. Série régionale 1995 ISBN 80-235-0119-4
- Český Krumlov: duše a staletí. Praha: Orbis – Nakladatelský dům, 1995. 47 s. Země Koruny české. Regionální řada 1995 ISBN 80-235-0117-8
- České Budějovice: záhady a objevy. Praha: Orbis – Nakladatelský dům, [1995]. 43 s. Země Koruny české. Regionální řada 1995 ISBN 80-235-0121-6
- Jindřichův Hradec: rudolfínské a jiné inspirace. Praha: Orbis – Nakladatelský dům, 1997. 45 s. Země Koruny české. Regionální řada 1997 ISBN 80-235-0101-1
- Pražští sólisté a mladí umělci vystoupí ve vánočním koncertu: Pastýři, nespěte. Českobudějovické listy. 2000, ročník 9, číslo 290, s. 14.
- Význačné osobnosti směřují na jih: festival. Českobudějovické listy. 2000,ročník 9, číslo 73, s. 13.
- Zájem o Intersalon narůstá i mezi výtvarníky v zahraničí. Českobudějovické listy. 2002, ročník 11, číslo183, s. 15 : il.
- Senovážné náměstí i z ptačí perspektivy. Českobudějovické listy. 2005, ročník 14 číslo 28, s. 15 : il..
- Předvánoční rozhovor s uměleckým vedoucím, dirigentem a zakladatelem souboru Musica Bohemica, který se chystá na svatoštěpánský koncert: přijďte si umýt duši, říká muzikant Jaroslav Krček. Českobudějovický deník. 2011, 290, s. 12.
- České Budějovice. Český Krumlov: MCU, 2012. 183 s. Visit Bohemia PHOTO. ISBN 978-80-7339-189-8
- Foto Iuventars bienále 2014: [výstava fotografií studentů středních uměleckoprůmyslových škol: Galerie Nahoře, Metropol, České Budějovice, 21. října – 30. listopadu. České Budějovice: Galerie Nahoře, 2014. 16 s.
- Vlastní křídla potěší. 1. vyd. České Budějovice: Pikador Books, 2020. 223 stran. České Budějovice, Pikador Books, 2020. ISBN 978-80-905879-7-7
- Co mi zůstalo pod kloboukem. Vydání 1. České Budějovice: České Budějovice, Pikador Books, 2021. 171 stran. ISBN 978-80-905879-8-4